# Kristofer Näslund
Kristofer Näslund, född 16 mars 1976 i Östersund, är en svensk före detta ishockeyspelare som spelade sammanlagt 17 säsonger för BIK Karlskoga i Hockeyallsvenskan. Hans moderklubb är Luleå HF.
Näslund spelade två elitseriematcher för Luleå HF i början av 1990-talet. Säsongen 1996/97 spelade han för Mariestad BoIS HC i division 1. Påföljande säsong representerade han IF Björklöven. Inför säsongen 1998/99 värvades han till BIK Karlskoga, som då hette Bofors IK. Han spelade totalt 568 matcher i Hockeyallsvenskan och svarade med 417 poäng. Näslund avslutade sin aktiva hockeykarriär under 2015 efter sviterna av hjärnskakningar.
Näslund arbetade utöver uppdrag inom Bik Karlskogas organisation även som gymnasielärare.
Näslund är sedan säsongen 2018/19 assisterande tränare i Frölunda HC.

## Klubbar
- Luleå HF
- Mariestad BoIS HC
- IF Björklöven
- Karlskoga HC
- BIK Karlskoga